# Euceratomyces terrestris
Euceratomyces terrestris — вид грибів, що належить до монотипового роду Euceratomyces.